# 笑う故郷
『笑う故郷』（わらうこきょう、El ciudadano ilustre）は、2016年のアルゼンチン・スペイン合作のドラマ・コメディ映画。監督はガストン・ドゥプラットとマリアノ・コーン。第73回ヴェネツィア国際映画祭ではコンペティション部門で上映され、オスカル・マルティネスが男優賞を獲得した。第89回アカデミー賞外国語映画賞にはアルゼンチン代表として出品されたが、ノミネートには至らなかった。
日本では2016年の東京国際映画祭の際に『名誉市民』の題で上映された。

## あらすじ
スペインの豪邸で暮らすノーベル文学賞作家ダニエル・マントバーニは受賞して5年、作品は全く書いていない。そこへ故郷のアルゼンチンから「名誉市民の称号授与と講演依頼」の便りが舞い込む。故郷ネタの多いダニエルだが、20歳で故郷を出て以来40年戻っていない。
一人で帰郷したダニエルは、幼なじみのアントニオと再会し、ダニエルのかつての恋人イレーネと結婚したことを知る。夜、講演会に参加した若い女性に誘惑されるが、後日、アントニオ夫妻の娘と分かって驚いた。
ダニエルは田舎町を訪れた有名人として様々な役割を押し付けられて、恨みを買ったり、憎まれたり、たかる者も現れて、彼の周囲は徐々に騒がしくなる。身の危険を感じたダニエルはスペインに戻ろうとするが、アントニオからの狩りの誘いを断れずに同行して、森で狩猟の獲物の如く走らされ、背後から銃弾を浴びてしまう。
一転して厳かなセレモニー会場。てっきりダニエルの葬儀かと思いきや、ダニエルの5年ぶりの新作『名誉市民』の出版記者会見で編集者が語りだし、これまでの話は本の中の物語だったと知らされる。

## キャスト
- ダニエル・マントバーニ: オスカル・マルティネス - ノーベル文学賞を受賞した作家。
- アントニオ: ダディ・ブリエヴァ（スペイン語版） - ダニエルの旧友。
- イレーネ: アンドレア・フリジェリオ（スペイン語版） - ダニエルのかつての恋人でアントニオの妻。
- フリア: ベレン・シャバンヌ（スペイン語版） - ダニエルの熱烈なファンの若い女性。
- ヌリア: ノラ・ナバス（スペイン語版） - ダニエルの秘書。